# Uppsala pastorat
Uppsala pastorat är från 2014 ett pastorat i Uppsala kontrakt i Uppsala stift i Uppsala kommun i Uppsala län. 
Pastoratet bildades 2014 genom sammanläggning av pastoraten:
- Uppsala domkyrkoförsamlings pastorat
- Helga Trefaldighets pastorat
- Gottsunda pastorat
- Vaksala pastorat
- Gamla Uppsala pastorat

Pastoratet består av följande församlingar, nämligen församlingarna i tätorten Uppsala:
- Uppsala domkyrkoförsamling
- Helga Trefaldighets församling
- Gottsunda församling
- Vaksala församling
- Gamla Uppsala församling

Pastoratskod är 010101.